# Југославија на Европском првенству у атлетици на отвореном 1971.
Југославија је учествовала на 10. Европском првенству у атлетици на отвореном 1971. одржаном у Хелсинкију, Финска, од 10. до 15. августа. Репрезентацију Југославије на њеном десетом учешћу на европским првенствима на отвореном, представљало је 26 атлетичара (18 мушкараца и 8 жена) који су се такмичили у 22 дисциплине (16 мушких и 6 женских).
У укупном пласману Југославија је са 1 освојеном медаљом (злато) делила 10. место. У табели успешности према броју и пласману такмичара који су учествовали у финалним такмичењима (првих 8 такмичара) Југославија је са 5 учесника у финалу заузела 13. место са 21 бода.
| Пл. | Земља       | 1. место | 2. место | 3. место | 4. место | 5. место | 6. место | 7. место | 8. место | Бр. фин. | Бодови |
| --- | ----------- | -------- | -------- | -------- | -------- | -------- | -------- | -------- | -------- | -------- | ------ |
| 13. | Југославија | 1 - 8    | −        | -        | 2 − 10   | -        | −        | 1 - 2    | 1 - 1    | 5        | 21     |

## Учесници
| Мушкарци: - Предраг Крижан — 200 м, 4 х 100 м - Миро Коцуван — 400 м, 4 х 100 м - Јоже Међимурец — 800 м - Славко Копривица — 1.500 м - Данијел Корица — 5.000 м, 10.000 м - Недељко Фарчић — 10.000 м, Маратон - Драган Стоићевић — 110 м препоне - Милан Томић — 3.000 м препреке - Хрвоје Винцијановић — 4 х 100 м - Ивица Караси — 4 х 100 м - Бранко Вивод — Скок увис - Ненад Стекић — Скок удаљ - Душан Кошутић — Скок удаљ - Миљенко Рак — Скок удаљ - Милан Спасојевић — Троскок - Иван Иванчић — Бацање кугле - Здравко Пецар — Бацање диска - Срећко Штиглић — Бацање кладива | Жене: - Вера Николић — 800 м, 1.500 м - Ђурица Рајхер — 1.500 м - Снежана Хрепевник — Скок увис - Бреда Бабосек — Скок увис - Вања Палека — Скок увис - Радојка Францоти — Скок удаљ - Наташа Урбанчич — Бацање копља - Ђурђа Фочић — Петобој |  |

## Освајачи медаља (1)

### Злато (1)
- Вера Николић — 800 м

## Резултати

### Мушкарци
| Атлетичар           | Дисциплина       | Лични рекорд | Квалификације      | Квалификације      | Полуфинале            | Полуфинале            | Финале                | Финале       | Детаљи |
| Атлетичар           | Дисциплина       | Лични рекорд | Резултат           | Место              | Резултат              | Место                 | Резултат              | Место        | Детаљи |
| ------------------- | ---------------- | ------------ | ------------------ | ------------------ | --------------------- | --------------------- | --------------------- | ------------ | ------ |
| Предраг Крижан      | 200 м            |              | 21,87              | 7. у гр. 3         | Нису се квалификовали | Нису се квалификовали | Нису се квалификовали | 23 / 28      |        |
| Миро Коцуван        | 400 м            |              | 47,63              | 6. у гр. 2         | Нису се квалификовали | Нису се квалификовали | Нису се квалификовали | 21 / 25      |        |
| Јоже Међимурец      | 800 м            |              | 1:49,15 КВ         | 2. у гр. 1         | 1:48,92               | 3. у гр. 1            | 1:48,44               | 7 / 24       |        |
| Славко Копривица    | 1.500 м          |              | 3:48,9             | 8. у гр. 2         |                       |                       | Није се квалификовао  | 22 / 32      |        |
| Данијел Корица      | 5.000 м          |              | 13:52,8 КВ         | 4. у гр. 2         | 13:34,88              | 4 / 27 (28)           |                       |              |        |
| Данијел Корица      | 10.000 м         |              |                    |                    |                       |                       | 27:58,38 НР, ЛР       | 4 / 33 (35)  |        |
| Недељко Фарчић      | 10.000 м         |              | Није завршио трку  | Није завршио трку  |                       |                       |                       |              |        |
| Недељко Фарчић      | Маратон          |              | Није завршио трку  | Није завршио трку  |                       |                       |                       |              |        |
| Драган Стоићевић    | 110 м препоне    |              | 14,67 ЛР           | 6. у гр. 4         | Није се квалификовао  | Није се квалификовао  | Није се квалификовао  | 20 / 23 (24) |        |
| Милан Томић         | 3.000 м препреке |              | 8:53,31            | 10. у гр. 3        |                       |                       | Није се квалификовао  | 28 / 33      |        |
| Хрвоје Винцијановић | 4 х 100 м        |              | Нису завршили трку | Нису завршили трку | Нису се квалификовали | Нису се квалификовали |                       |              |        |
| Ивица Караси        | 4 х 100 м        |              | Нису завршили трку | Нису завршили трку | Нису се квалификовали | Нису се квалификовали |                       |              |        |
| Миро Коцуван        | 4 х 100 м        |              | Нису завршили трку | Нису завршили трку | Нису се квалификовали | Нису се квалификовали |                       |              |        |
| Предраг Крижан      | 4 х 100 м        |              | Нису завршили трку | Нису завршили трку | Нису се квалификовали | Нису се квалификовали |                       |              |        |
| Бранко Вивод        | Скок увис        |              | 2,12 КВ, ЛР        | 17.                | 2,08                  | 16 / 27               |                       |              |        |
| Ненад Стекић        | Скок удаљ        |              | 7,35 ЛРС           | 24.                | Нису се квалификовали | 24 / 29 (30)          |                       |              |        |
| Душан Кошутић       | Скок удаљ        |              | 7,60 ЛР            | 18.                | Нису се квалификовали | 18 / 29 (30)          |                       |              |        |
| Миљенко Рак         | Скок удаљ        |              | 7,58               | 19.                | Нису се квалификовали | 19 / 29 (30)          |                       |              |        |
| Милан Спасојевић    | Троскок          |              | 15,61              | 16.                | Нису се квалификовали | 16 / 18               |                       |              |        |
| Иван Иванчић        | бацање кугле     |              | 18,43 ЛРС          | 19.                | Нису се квалификовали | 19 / 23               |                       |              |        |
| Здравко Пецар       | бацање диска     |              | 55,32 ЛРС          | 24.                | Нису се квалификовали | 24 / 24 (26)          |                       |              |        |
| Срећко Штиглић      | бацање кладива   |              | 65.14 ЛРС          | 17.                | Нису се квалификовали | 17 / 22 (23)          |                       |              |        |

### Жене
| Атлетичарка       | Дисциплина   | Лични рекорд | Квалификације | Квалификације | Полуфинале            | Полуфинале | Финале                | Финале  | Детаљи |
| Атлетичарка       | Дисциплина   | Лични рекорд | Резултат      | Место         | Резултат              | Место      | Резултат              | Место   | Детаљи |
| ----------------- | ------------ | ------------ | ------------- | ------------- | --------------------- | ---------- | --------------------- | ------- | ------ |
| Вера Николић      | 800 м        |              | 2:04,8 КВ     | 1. у гр. 2    | 2:03,7                | 1. у гр. 1 | 2:00,0 РЕП, НР, ЛР    |         |        |
| Вера Николић      | 1.500 м      |              | 4:24,5        | 9. у гр. 1    |                       |            | Нису се квалификовале | 21 / 30 |        |
| Ђурица Рајхер     | 1.500 м      |              | 4:22,4        | 6. у гр. 2    | 21 / 30               |            | Нису се квалификовале |         |        |
| Снежана Хрепевник | Скок увис    |              | 1,73 КВ       | 26.           | 1,78 ЛРС              | 8 / 35     |                       |         |        |
| Бреда Бабосек     | Скок увис    |              | 1,68          | 27.           | 1,75 ЛР               | 16 / 35    |                       |         |        |
| Вања Палека       | Скок увис    |              | 1,74 КВ       | 32.           | Није се квалификовала | 32 / 35    |                       |         |        |
| Радојка Францоти  | Скок удаљ    |              | 6,12 КВ, ЛР   | 10.           | 6,05                  | 12 / 17    |                       |         |        |
| Наташа Урбанчич   | Бацање копља |              | 56,38 КВ, ЛРС | 3.            | 53,66                 | 11 / 17    |                       |         |        |

#### Петобој
| Име         | 100 м пр. | кугла | вис  | даљ  | 200 м | Бод              | Место       | Бел. |
| ----------- | --------- | ----- | ---- | ---- | ----- | ---------------- | ----------- | ---- |
| Ђурђа Фочић | 13,97     | 11,36 | 1,70 | 6,00 | 25,32 | 4.209 (4.798) НР | 9 / 20 (22) |      |

- Код бодовања постоје два резултата. Први је према важећим таблицама, а у загради по таблицама које су важиле када је такмичење одржано.